# راندي غيلكي
راندي غيلكي (بالإنجليزية: Randy Gilkey)‏ هو مغن مؤلف أمريكي، ولد في 16 سبتمبر 1976.